# Boldia (Plantae)
Boldia, monotipski rod crvenih algi smještena u vlastitu porodicu Boldiaceae, dio reda Compsopogonales. Jedina vrsta je slatkovodna alga B. erythrosiphon uz obalu Kalifornije.

## Sinonimi
- Boldia angustata Deason & Nichols 1970